# سواتباره
سواتباره (به بلغاری: Svatbare) یک منطقهٔ مسکونی در بلغارستان است که در شهرستان کاردژالی واقع شده‌است.